# Xian de Gêrzê
Pour les articles homonymes, voir Gerze.
Le xian de Gêrzê (改则县 ; pinyin : Gǎizé Xiàn) est un district administratif de la région autonome du Tibet en Chine. Il est placé sous la juridiction de la préfecture de Ngari.

## Démographie
La population du district était de 16 623 habitants en 1999.